# Ralpharia parasitica
Ralpharia parasitica är en nässeldjursart som först beskrevs av Alexei Alexeievich Korotneff 1887.  Ralpharia parasitica ingår i släktet Ralpharia och familjen Tubulariidae. Inga underarter finns listade i Catalogue of Life.